# Bradycellus tantillus
Bradycellus tantillus är en skalbaggsart som beskrevs av Pierre François Marie Auguste Dejean. Bradycellus tantillus ingår i släktet Bradycellus och familjen jordlöpare. Inga underarter finns listade i Catalogue of Life.